# Bożentyna Pałka-Koruba
Bożentyna Teresa Pałka-Koruba (ur. 25 sierpnia 1953 w Chmielniku) – polska urzędniczka samorządowa, socjolog, w latach 2007–2015 wojewoda świętokrzyski.

## Życiorys
Absolwentka Liceum Ogólnokształcącego im. Tadeusza Kościuszki w Busku-Zdroju, ukończyła studia z zakresu socjologii na Uniwersytecie Jagiellońskim w Krakowie.
W latach 1977–1978 była asystentem na UJ. Od 1978 pozostaje zawodowo związana z Buskiem-Zdrojem. Pracowała jako wychowawczyni w Ośrodku Szkolno-Wychowawczym dla Niepełnosprawnych Ruchowo (1978–1979), nauczyciel w Liceum Ekonomicznym (1979–1990), wizytator w kuratorium oświaty (1990–1994), kierownik Urzędu Stanu Cywilnego (1994–1999). Od 1999 do 2007 pełniła funkcję dyrektora Miejsko Gminnego Ośrodka Pomocy Społecznej, z dwuletnią przerwą w latach 2004–2006, gdy zajmowała stanowisko zastępcy burmistrza miasta i gminy Busko-Zdrój.
W latach 2006–2007 zasiadała także w radzie powiatu buskiego z ramienia lokalnego komitetu „Ziemia Buska”. W 2011 kandydowała do Senatu z ramienia Platformy Obywatelskiej, przegrywając z Krzysztofem Słoniem. W 2014 bez powodzenia ubiegała się o urząd burmistrza Buska-Zdroju.
29 listopada 2007 została powołana na stanowisko wojewody świętokrzyskiego. 12 grudnia 2011 premier Donald Tusk ponownie powierzył jej funkcję wojewody, którą pełniła do 8 grudnia 2015.

## Odznaczenia
- Srebrny Krzyż Zasługi (2004)[3]
- Krzyż Wolności i Solidarności (2019)[4]
- Odznaka Honorowa Województwa Świętokrzyskiego (2014)[5]